# Hôtel Ruth
L'hôtel Ruth (danois : Ruths Hotel) est un hôtel historique situé à Højen dans l'extrême Nord du Jutland, Danemark. Appelé du nom de ses fondateurs, Emma et Hans Christian Ruth, il a été ouvert sous le nom de Badepensionat Vesterhus en 1904. L'hôtel est réputé pour son confort et pour son restaurant français tenu par Michel Michaud (en), il est réputé pour être le meilleur hôtel de Skagen. L'hôtel Ruth propose également un centre de bien-être.

## Histoire

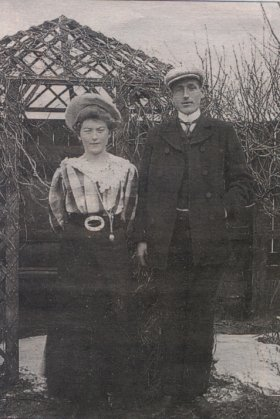
Dagmar Ruth et Olaf Dahler, février 1909

En 1891, Hans Christian Ruth construit une maison à Højen. Une extension est ajoutée sur l’aile Est en 1909 avec douze chambres devant servir de chambres d'hôte. Un autre agrandissement en 1912 ajoute dix-huit chambres et en 1929 un étage supplémentaire est ajouté pour apporter plus de chambres. Dans une tentative pour attirer des peintres, des chambres et un studio sont construits en plus. Des modifications importantes de la partie principale sont faites en 1919 avec l'ajout d'une salle de concert, d'une salle à manger et d'un cellier.
Hans Christian Ruth fait partie de ceux qui ont tenté de sauver l'équipage du brick norvégien Speed quand il a fait naufrage sur les côtes de Skagen lors d'une tempête hivernale en janvier 1909. L'unique survivant de l'équipage de huit marins est Johan Olaf Dahler qui est ramené à l'hôtel où il tombe amoureux de Dagmar, la fille de Ruth. Le couple se marie en 1912 et les époux deviennent eux-mêmes hôteliers, gérant l'hôtel Ruth pendant plus de soixante ans,.
En 2003, l'hôtel est acheté par J. Philip-Sorensen et le chef Michel Michaud arrive l'année suivante. En novembre 2013 il est annoncé que Michaud prendrait sa retraite à la fin de l'année, il est remplacé par Thorsten Schmidt connu pour ses restaurants d'Aarhus Malling & Schmidt, Nordisk Spisehus et Villa Supreme.